# Серце зими
Серце зими (англ. Winter's Heart) — дев'ятий роман з циклу «Колесо часу» (англ. The Wheel of Time) американського письменника Роберта Джордана в жанрі епічного фентезі. Роман опублікувало видавництво Tor Books, він побачив світ 7 листопада 2000 року. Роман складається з пролога та 35 глав.
Роман очолив список бестселерів газети «Нью-Йорк таймс». Він залишався на першій позиції упродовж двох місяців. Пролог роману уперше було опубліковано у вигляді окремої електронної книги за два місяці до публікації паперової книги.
Назва роману пояснюється поверненням зими після років спеки, яку насилав на світ Темний, а також дедалі більшим холодом у серці Відродженого Дракона Ранда аль-Тора.

## Стислий зміст
Події книги відбуваються одночасно з подіями наступного роману циклу «Перехрестя сутінків». Перрін Айбара переслідує шайдо, які викрали його дружину Фаїл, а Елейн Траканд намагається подолати опір андорських вельмож.
Матрім Каутон опинився на території, окупованій шончанами, в місті Ебу-Дар. Він намагається втекти, але його перепиняє спадкоємиця Кришталевого трону Туон. Мет, пам'ятаючи пророцтво, що він одружиться з Донькою дев'яти місяців, викрадає Туон.
Ранд аль-Тор стає стражем Елейн Траканд, Ав'єнди та Мін Фаршо. Він розправляється із зрадниками з лав аша'манів. Потім Ранд, і Найнів йдуть у Шадар Логот, де під захистом айз-седай та вірних аша'манів вони використовують тер'ангреал Кодан Кал й очищають саїдін від згубного впливу Темного. Як наслідок зникає Шадар Логот і руйнується жіночий ключ до Кодан Кала.